# Suzuki GS500
La serie GS de Suzuki son unas motocicletas de cilindrada media. Montan un motor bicilíndrico de cuatro tiempos y 487 cc. La configuración de los cilindros es en paralelo, con el cigüeñal calado a 180°. Actualmente se comercializan dos modelos distintos. Por un lado está disponible un modelo naked y otro carenado, denominados GS500 y GS500F respectivamente; ambos modelos disponen de un sistema de refrigeración por aire/aceite y cuentan con un manillar alto en lugar de semimanillares, favoreciendo una posición cómoda para su utilización a diario.

## Características técnicas[1]
| MOTOR                                | 4 tiempos, refrigeración por aire (GS500) y por aire/aceite (GS500F), DOHC, 2 cilindros   |              |                                 |
| CILINDRADA                           | 486.87 cm³                                                                                |              |                                 |
| POTENCIA kW                          | n.d                                                                                       |              |                                 |
| POTENCIA CV                          | Los modelos de 1989-1996 tienen 52 CV; en los modelos 1997-2008 46cv y los 2009-2014 48cv |              |                                 |
| RÉGIMEN DE POTENCIA                  | 9.200 rpm                                                                                 |              |                                 |
| VELOCIDAD MÁXIMA                     | 185-175km/h                                                                               |              |                                 |
| DIÁMETRO x CARRERA                   | 74.00 mm x 56.60 mm                                                                       |              |                                 |
| ARRANQUE                             | Electrónico (Switch)                                                                      | TRANSMISIÓN  | Toma constante de 6 velocidades |
| LONGITUD TOTAL                       | 2080 mm                                                                                   |              |                                 |
| ANCHURA TOTAL                        | 801 mm                                                                                    |              |                                 |
| ALTURA TOTAL                         | 1062 mm                                                                                   |              |                                 |
| DISTANCIA ENTRE EJES                 | 1405 mm                                                                                   |              |                                 |
| ALTURA DEL ASIENTO                   | 790 mm                                                                                    |              |                                 |
| ALTURA LIBRE AL PISO                 | 150 MM                                                                                    | PESO EN SECO | 172 kg (GS500); 185 kg (GS500F) |
| SUSPENSIÓN DELANTERA                 | Telescópica, amortiguación hidráulica, muelle helicoidal                                  |              |                                 |
| BARRA/RECORRIDO SUSPENSIÓN DELANTERA | 43/120 mm                                                                                 |              |                                 |
| SUSPENSIÓN TRASERA                   | Por bieletas, amortiguación hidráulica, muelle helicoidal                                 |              |                                 |
| RECORRIDO SUSPENSIÓN TRASERA         | 117 mm                                                                                    |              |                                 |
| FRENO DELANTERO                      | Disco de 310 mm                                                                           |              |                                 |
| FRENO TRASERO                        | Disco de 250 mm                                                                           |              |                                 |
| NEUMÁTICO DELANTERO                  | 110/70-17 54 H                                                                            |              |                                 |
| NEUMÁTICO TRASERO                    | 130/70-17 62 H                                                                            |              |                                 |
| DEPÓSITO DE GASOLINA                 | 17 l                                                                                      |              |                                 |

La Suzuki GS500E/GS500F monta un chasis de doble viga de acero con doble cuna en tubo de acero angular, basculante en tubo de acero de sección rectangular.
Incorpora un monoamortiguador trasero regulable en la precarga de muelle.
Para detenerla cuenta con un freno de disco en cada uno de los retenes, con pinzas de dos pistones en el delantero y trasero.

## Mantenimiento
La motocicleta deberá pasar por el taller cada 6500 km para la revisión rutinaria (cambios de aceite, filtros de aceite y aire). Si esta distancia no es recorrida debe ser llevada cada año.

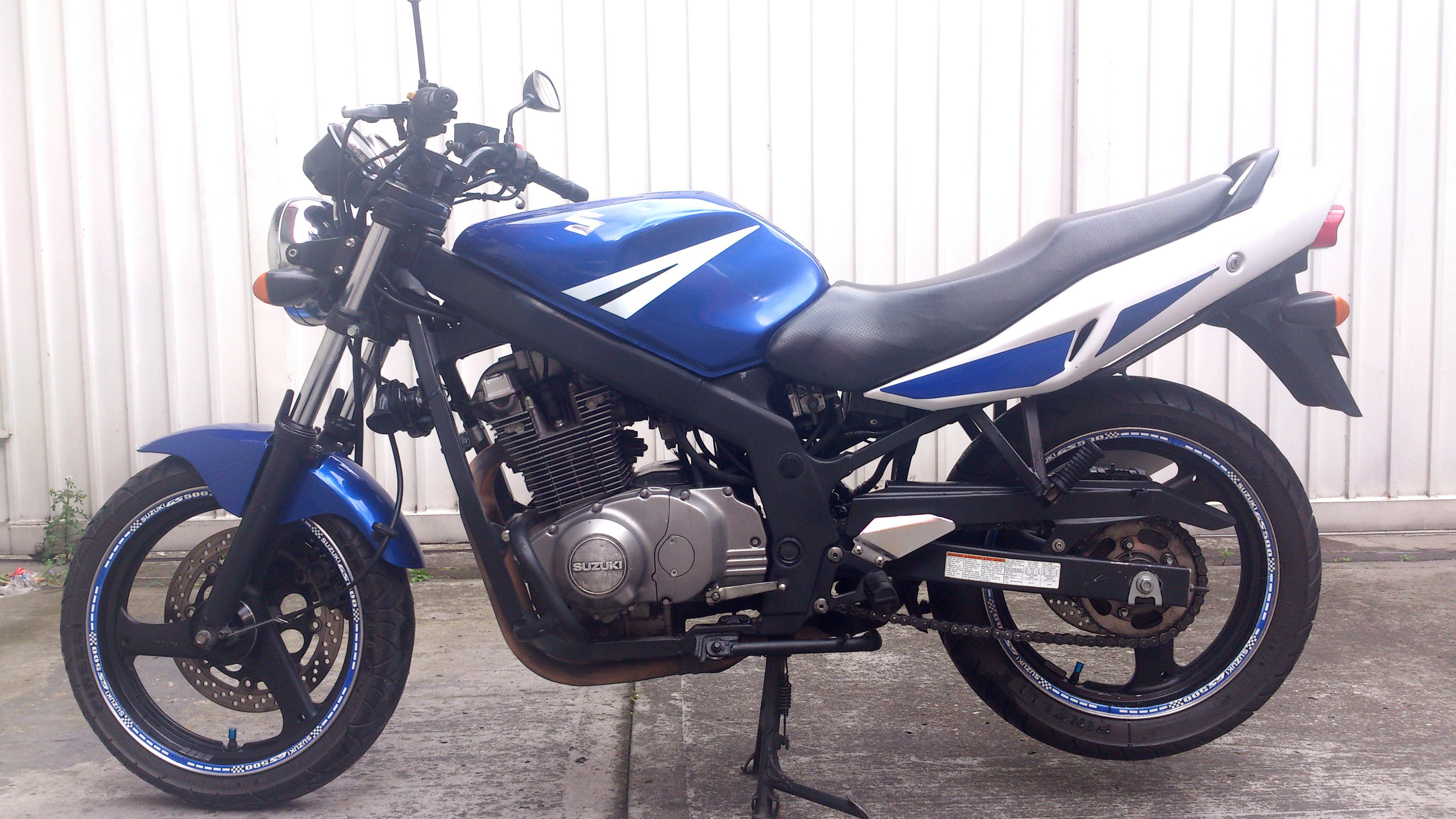
Motocicleta Suzuki GS 500